# بول كالانيثي
بول سودهير أرول كالانيثي (بالإنجليزية: Paul Kalanithi)‏ (1 أبريل 1977 - 9 مارس 2015) جراح أعصاب وكاتب هندي من الولايات المتحدة. كتابه عندما تتحول الأنفاس إلى هواء عبارة عن مذكرات عن حياته وعن كفاحه ضد مرضه القاتل سرطان الرئة النقيلي من الدرجة الرابعة. تم نشره بعد وفاته من قبل راندوم هاوس في يناير 2016. كان ضمن فئة الكتب غير الخيالية على قائمة نيويورك تايمز كأفضل الكتب مبيعًا لعدّة أسابيع.

## حياته وتعليمه
وُلد بول كالانيثي في الأول من نيسان عام 1977م وعاش في مقاطعة ويستتشستر. وُلد لعائلة مسيحية تنحدر من تاميل نادو وأندرا براديش، الهند. لدى كالانيثي أخوين، هما جيفان وسومان؛ جيفان مهندس حاسوب/روبوتيات, وسومان طبيب أعصاب. انتقلت العائلة من برونكسفيل إلى كينغمان عندما كان كالانيثي يبلغ من العمر عشرة أعوام. التحق كالانيثي بمدرسة كينغمان الثانوية حيث تخرّج كطالب متفوّق..
التحق كالانيثي بجامعة ستانفورد حيث تخرّج وحصل على درجتي بكالوريس وماجستير الآداب في الأدب الإنجليزي ودرجة بكالوريوس العلوم في علم الأحياء البشري في عام 2000م. بعد ستانفورد, التحق بجامعة كامبريدج حيث درس في كلية داروين وحصل على على درجة الماجستير في تاريخ وفلسفة العلوم والطب. على الرغم من أنه كان يتطلّع في البداية إلى المتابعة للحصول على درجة الدكتوراة في الأدب الإنجليزي، إلّا أنه التحق بكلية طب جامعة يال حيث تخرّج بتقدير ممتاز في 2007 وحاز على جائزة الدكتور «لويس هـ. نيهم» لأبحاثه حول متلازمة توريت. انضمّ إلى مجتمع ألفا أوميغا ألفا الطبي الوطني الشرفي.
في جامعة يال، التقى كالانيثي بلوسي غودارد (Lucy Goddard) أصبحت زوجته فيما بعد.

## مهنته
بعد أن تخرّج كالانيثي من كلية الطب، عاد إلى ستانفورد لإستكمال تدريب الإقامة في مجال جراحة الأعصاب وزمالة ما بعد الدكتوراة في علم الأعصاب في كلية طب جامعة ستانفورد.
في أيار من عام 2013م، تم تشخيص كالانيثي بسرطان الرئة النقيلي من الدرجة الرابعة غير صغير الخلايا بنتيجة مستقبلات عامل نمو البشرة ايجابية. توفي في آذار من عام 2015م، وقد بلغ من العمر 37 سنة.

## حياته الشخصية
تزوج كالانيثي من لوسي ورُزِقا بطفلة سمياها إليزابيث أكاديا (كادي). لوسي طبيبة باطنية في مركز أبحاث الامتياز السريري التابع لكلية طب جامعة ستانفورد، وكتبت خاتمة كتاب عندما تتحول الأنفاس إلى هواء.
على الرغم من أن كالانيثي نشأ في أسرة مسيحية متدينة، إلا أنه ابتعد عن الإيمان في سن المراهقة وفي العشرينات من عمره لصالح أفكار أخرى. ومع ذلك فقد احتفظ «بالقيم المركزية للمسيحية، التضحية، الفداء, الغفران» وعاد إلى المسيحية في وقت لاحق من حياته. وفي كتابه، يقول أنه لو كان أكثر تديّناً في شبابه، لكان قد أصبح قساً.

## مؤلفاته

### كتب غير خيالية
- عندما تتحول الأنفاس إلى هواء[2]